# Ріка Рибниця з прибережною смугою
Ріка́ Ри́бниця з прибере́жною сму́гою — гідрологічний заказник місцевого значення в Україні. Розташований у межах Косівського району Івано-Франківської області.
Площа 1080 га. Статус надано згідно з розпорядженням облдержадміністрації від 15.07.1996 року № 451. Перебуває у віданні Косівської районної державної адміністрації.
Статус надано з метою збереження природних комплексів та підтримки екологічної рівноваги річки Рибниці. 